# Hugues II Embriaco
 (mai 2025).
Hugues II Embriaco (italien : Hugo Embriaco), ou Hugues II du Gibelet, mort entre 1179 et 1184, est un noble d'origine génoise. Il est le fils de Guillaume II Embriaco, seigneur du Gibelet, et de son épouse Sancha, originaire de Provence. 
Après la mort de son père vers 1159, il lui succède comme seigneur du Gibelet.
Il encourage le commerce avec ses compatriotes italiens, en particulier avec les familles génoises qui dominent le marché avec la Syrie, et son fils poursuivra après lui cette politique. Grâce à cela, la famille Embriaco augmente progressivement son indépendance vis-à-vis de sa ville-mère de Gênes.
Le nom de son épouse est inconnu, mais il au moins un enfant :
- Hugues III Embriaco (mort vers 1196), qui succède à son père.

Il meurt entre 1179 et 1184 et c'est son fils Hugues III Embriaco qui lui succède en tant que seigneur du Gibelet.